# Château de Myrat

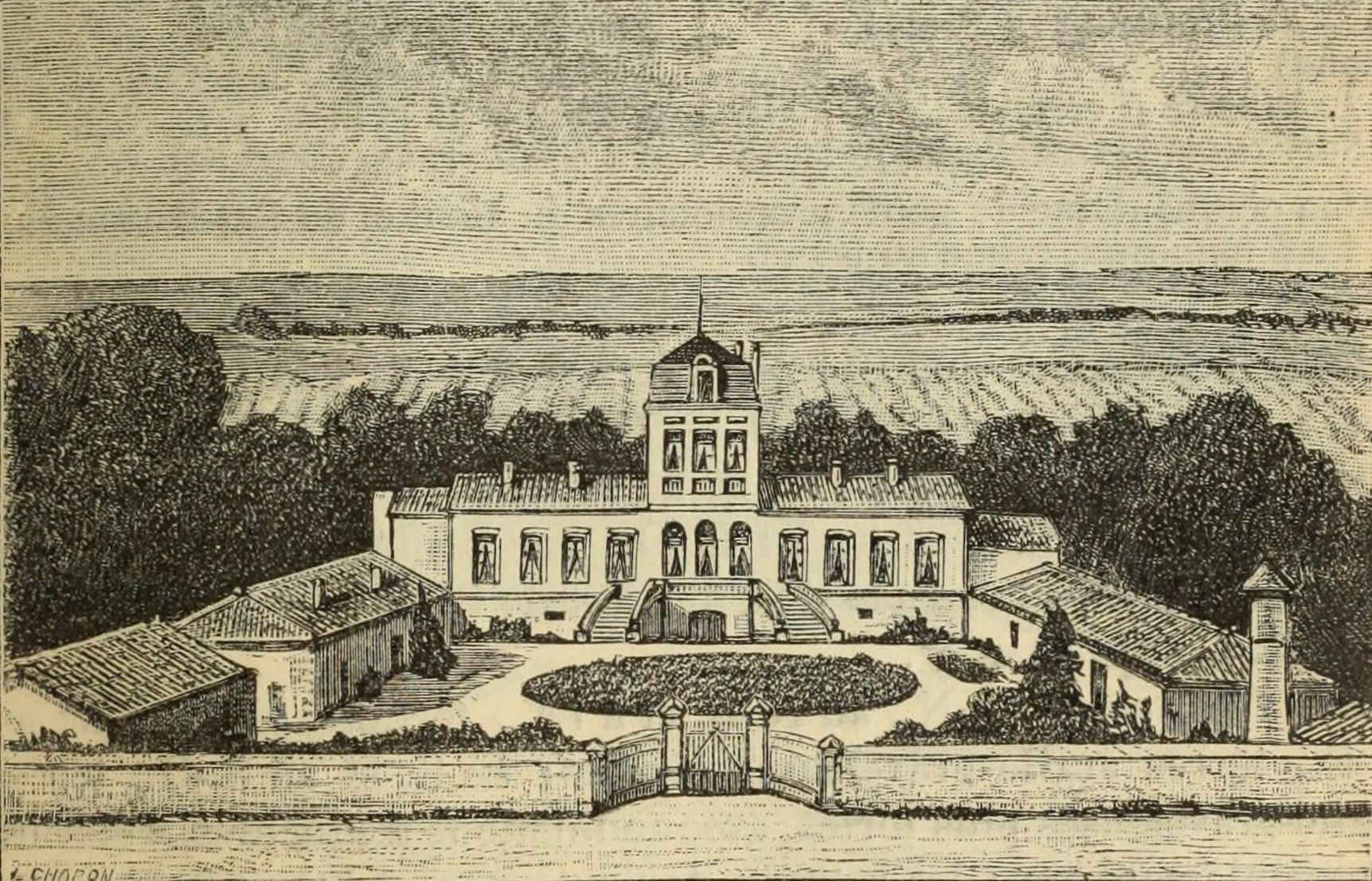
Illustration du Château de Myrat en 1886.

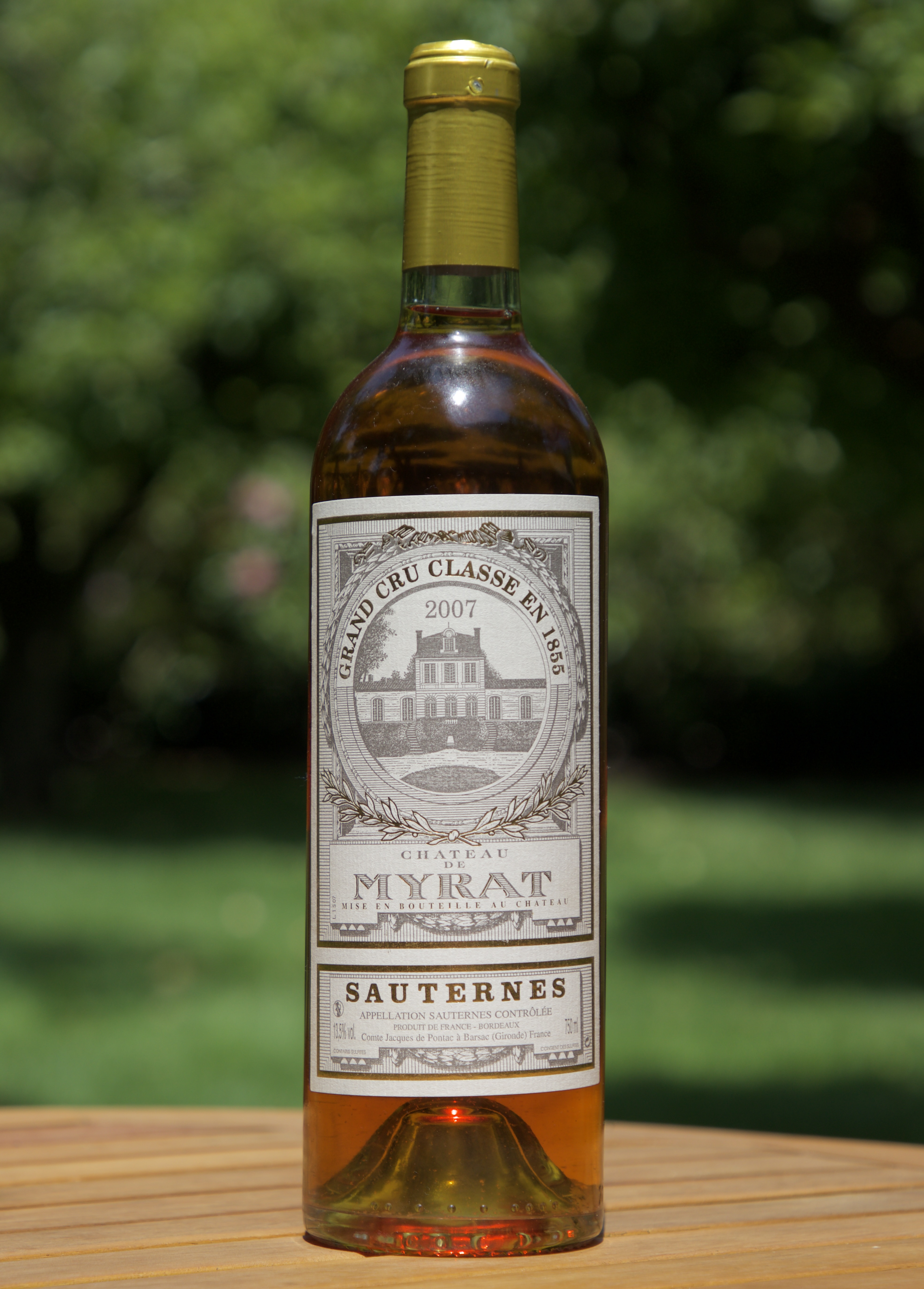
Bouteille de Château de Myrat

Le château de Myrat est un domaine viticole de 22 hectares situé à Barsac en Gironde. En AOC Barsac, il est classé deuxième grand cru dans la classification officielle des vins de Bordeaux de 1855.

## Histoire du domaine
Le château date du XVIIIe siècle. Le domaine appartient à la famille de Pontac dont l'un des ancêtres, Arnaud de Pontac, fut une figure de la viticulture bordelaise au XVIIe siècle. De Pontac introduisit la notion de « cru » dans le Bordelais notamment avec son domaine du château Haut-Brion.
Depuis 1988, le château de Myrat connait un second souffle sous la houlette de Jacques et Xavier de Pontac qui élaborent un Barsac traditionnel.

## Terroir
Sur un sol argilo-calcaire l'encépagement est composé à 88 % de sémillon, 8 % de sauvignon et 4 % de muscadelle.